# کاستالاجین
کاستالاجین (به انگلیسی: Castalagin) با فرمول شیمیایی C41H26O26 یک ترکیب شیمیایی با شناسه پاب‌کم 3002104 است. که جرم مولی آن ۹۳۴٫۶۳ گرم بر مول می‌باشد. 